# Missa Brevis (Britten)
La Missa brevis in re maggiore, Op. 63, è un adattamento della Messa, completata da Benjamin Britten per la domenica della SS. Trinità, 1959.

## Storia
Adattata per coro di tre voci e organo, è stata eseguita per la prima volta nella Cattedrale cattolica romana di Westminster a Londra il 22 luglio dello stesso anno. Britten compose la messa per il ritiro di George Malcolm da organista e maestro di coro a Westminster: la dedica stampata recita "Per George Malcolm e i ragazzi del Westminster Cathedral Choir". È stata la prima e unica ambientazione della Messa, da parte di Britten. La registrazione dal vivo di Malcolm, da un servizio nella cattedrale, dura dieci minuti.

## Liturgia
La Missa brevis di Britten contiene solo quattro movimenti, omettendo il Credo, da cui il nome brevis, breve. L'omissione è notevole perché la messa nella Cattedrale di Westminster avrebbe incluso questo movimento. Il brano sembra piuttosto predisposto alla liturgia della Chiesa d'Inghilterra o della Chiesa episcopale protestante d'America, che spesso omettono il Credo cantato. Nel Sanctus, Britten scrive una transizione facoltativa tra il primo Osanna e il Benedictus. Questo ha due funzioni: 1) consente di eliminare le sezioni senza interruzioni se il lavoro viene eseguito in modo non liturgico e 2) consente di tagliare facilmente la sezione per determinati scopi liturgici, ad es. negli Stati Uniti il Benedictus non è stato ufficialmente approvato dal diritto canonico e molte chiese episcopali lo hanno omesso.

## Music

### Kyrie
Il Kyrie presenta subito il rapporto re maggiore / fa diesis maggiore che è un elemento unificante dell'opera, presente anche nel Gloria e nel Sanctus. Il fa diesis è il centro della chiave nonostante la tonalità. Il movimento è in forma ternaria, con il "Christe" centrale che inverte la melodia del Kyrie.

### Gloria
Il Gloria si basa su un 7/8 ostinato derivato dall'incipit Gloria XV che verrebbe intonato dal celebrante in alcune ambientazioni liturgiche. L'indicazione di tempo additiva consente vari modelli di accento delle parole. Il "Qui Tollis" centrale giustappone fa maggiore contro la prevalente bitonalità re / fa diesis e contrasta le brevi frasi per voce solista con quelle per tutti all'unisono.

### Sanctus
Il Sanctus in 3/2 presenta una linea melodica dodecafonica dominata dall'intervallo di una quarta giusta, e condivisa tra le tre voci enarmonicamente sovrapposte. Vengono suggeriti il re lidio, il fa diesis maggiore e il fa maggiore (le tre tonalità prominenti del Gloria). La sezione "Pleni sunt caeli" presenta una libera polifonia imitativa nelle voci con la melodia originale a dodici toni trasferita ai pedali dell'organo. Il Benedictus è un duetto bitonale per due solisti, il primo in sol maggiore e il secondo in do maggiore. Ciò si traduce in quarte parallele e false relazioni tra fa diesis e fa naturale. Di seguito è riportata un'esultante contrazione di tutto il materiale che precede il Benedictus in sole cinque battute.

### Agnus Dei
L'Agnus Dei, segnato "Lento e solenne", è in re minore. In tempo di 5/4 un pedale d'organo ostinato di terze ascendenti delinea l'intervallo di una nona minore. La triplice ripetizione del testo dell'Agnus Dei acquista intensità con ogni ripetizione attraverso dinamiche e registri crescenti. La chiusura Dona Nobis Pacem costruisce il fortissimo; è impostato con note ripetute martellate e intervalli sovrapposti di un secondo tra le voci. L'ostinato d'organo rompe finalmente il suo schema per le ultime due battute e il ritornello si chiude con una triade di re minore pianississimo.